# Ours noir d'Asie
Ursus thibetanus
Pour les articles homonymes, voir Ours du Tibet.
 (juin 2011).
Si vous disposez d'ouvrages ou d'articles de référence ou si vous connaissez des sites web de qualité traitant du thème abordé ici, merci de compléter l'article en donnant les références utiles à sa vérifiabilité et en les liant à la section « Notes et références ».
Espèce
Répartition géographique
Statut de conservation UICN

 VU A2cd+3d+4d : Vulnérable
Statut CITES
L’ours noir d'Asie (Ursus thibetanus), aussi parfois appelé, ours du Tibet, ours à collier, ours à collier du Tibet ou encore ours-lune à cause de la tache en forme de croissant sur son poitrail, est un ours des montagnes d'Asie.

## Répartition
Il est principalement localisé en Iran, en Afghanistan et au Pakistan, dans l'Himalaya, en Asie du Sud-Est, en Chine, dans les îles de Hainan et Taïwan, en Russie, en Corée et au Japon. 

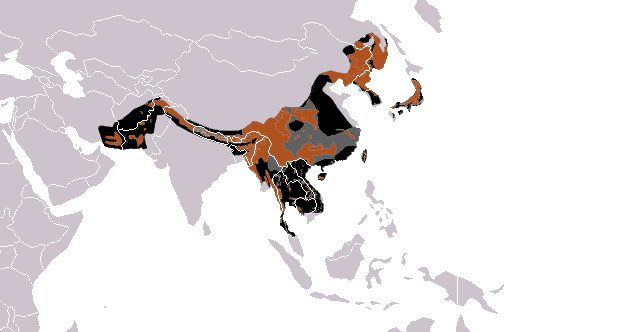
Aire de répartition de l'ours noir d'Asie (en brun : présent ; en noir : éteint ; en gris : présence incertaine).

## Description
L'ours noir d'Asie mesure 1,2–1,5 m (corps et tête), a une courte queue de 6,5–10 cm et il pèse environ 100 kg.
En captivité, l'ours à collier peut vivre jusqu'à vingt ans.
Ses poils sont courts et lisses, sauf sur les épaules et le cou où ils sont longs. 

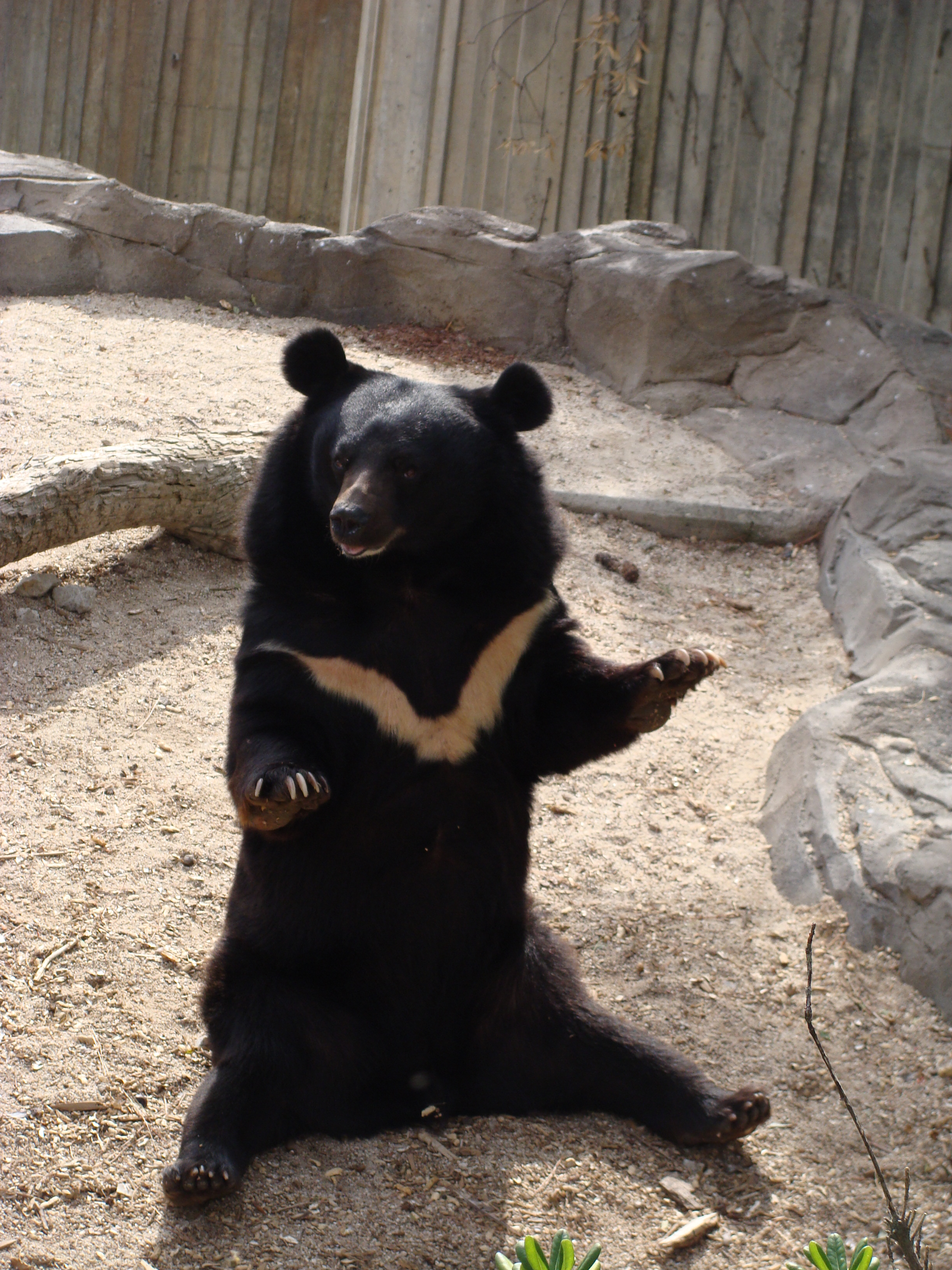
Ursus thibetanus, Zoo Aquarium de Madrid, Espagne

Il vit dans des forêts de zones montagneuses et sort surtout la nuit. 
La journée, il dort dans des cavernes ou des arbres car c'est un très bon grimpeur. C'est aussi un excellent nageur. 
Il passe la moitié de son temps dans les arbres.

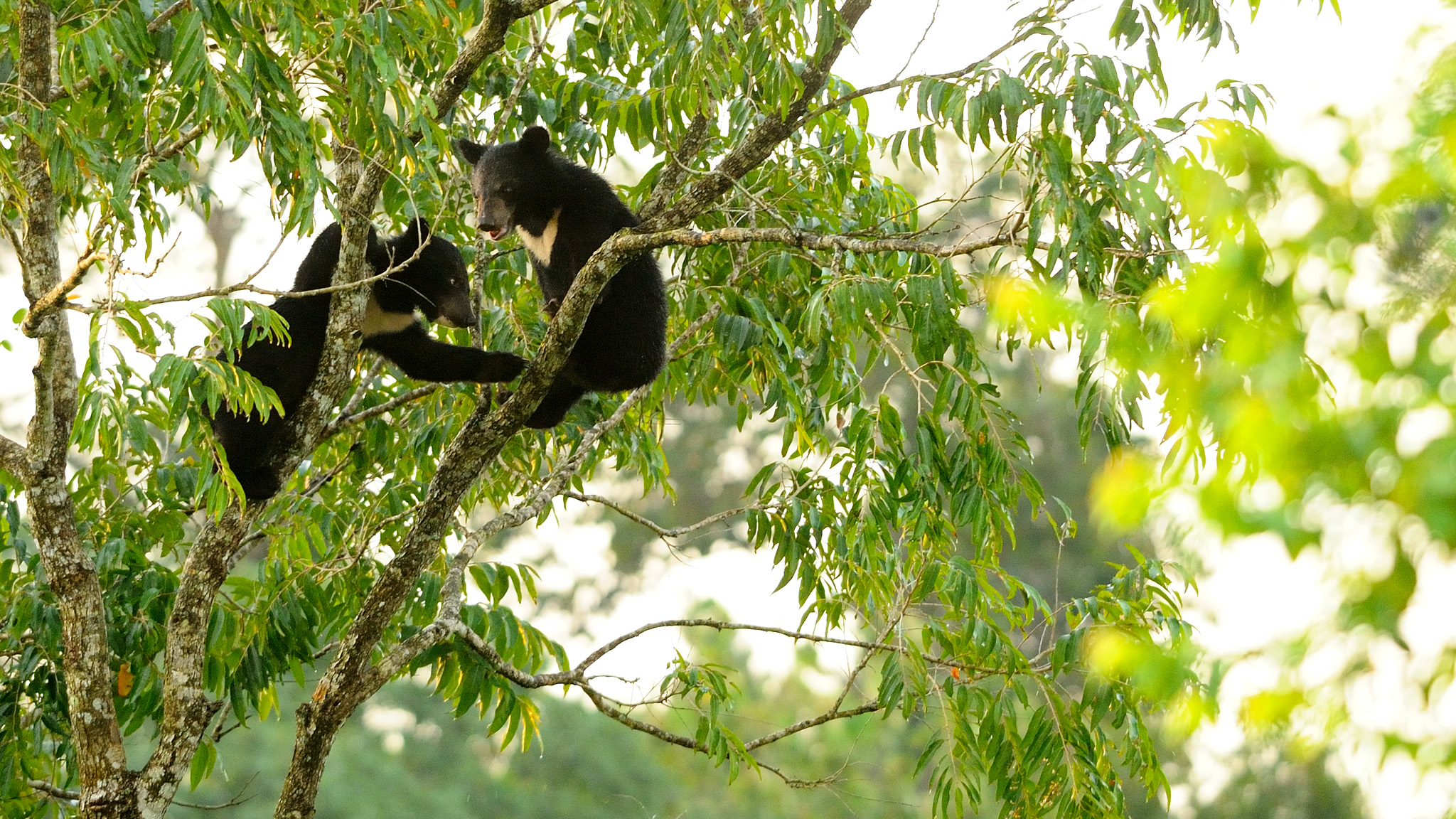
Deux ours à collier dans les arbres, parc national de Khao Yai, Thaïlande.

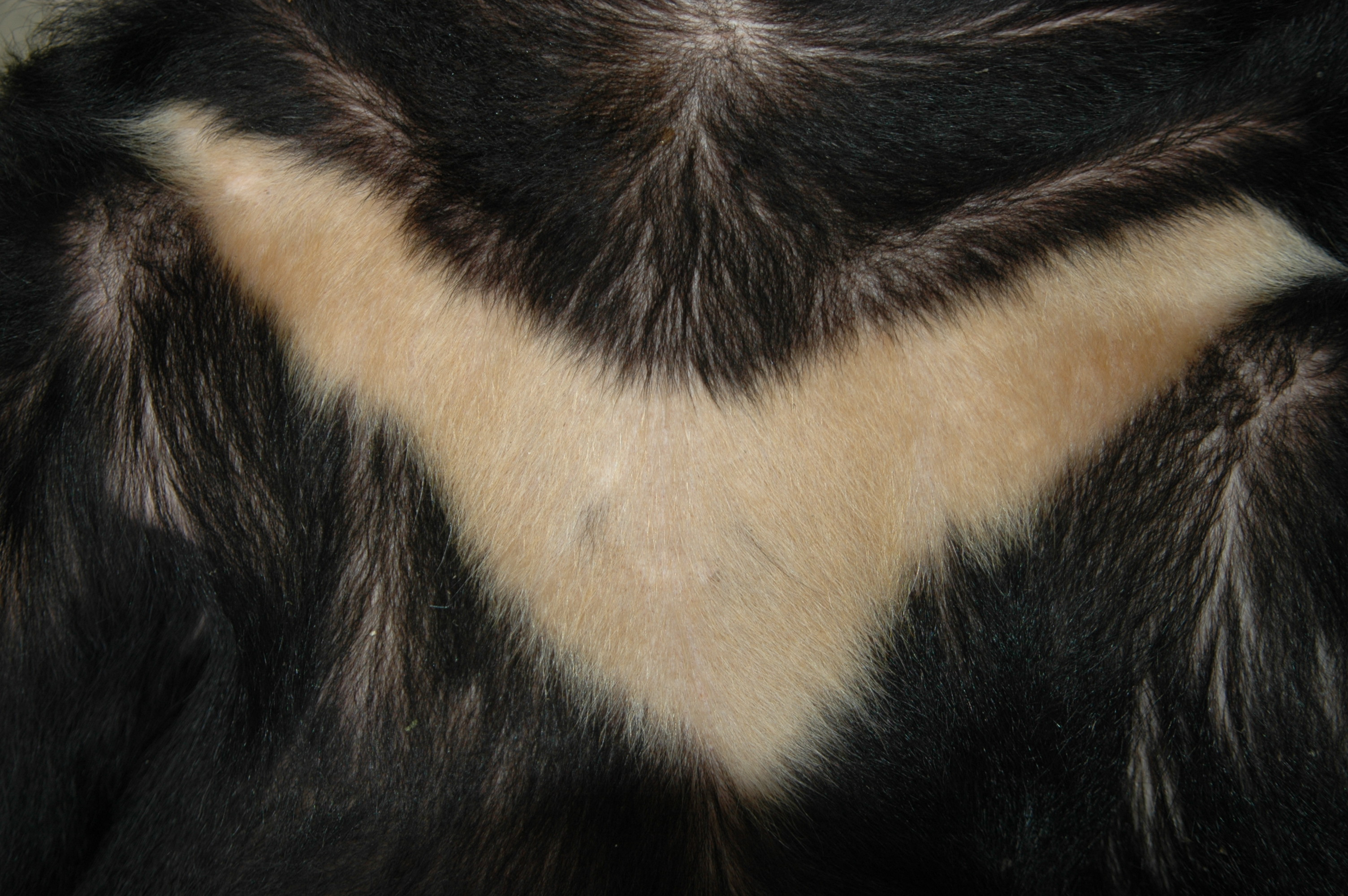

En été, il vit à 3 000 m d'altitude alors que l'hiver, il redescend jusqu'à 1 500 m et parfois plus bas.
L'ours noir américain semble être l'espèce la plus proche de son cousin asiatique. L'ours d'Asie occupe d'ailleurs une niche écologique similaire et au même niveau que son équivalent américain.
L'ours noir d'Asie se distingue de l'ours malais (ou ours des cocotiers) par trois caractéristiques principales : des poils plus longs et plus épais, des oreilles plus longues et un "v" ou "y" blanc sur la poitrine (l'ours malais a un "u" blanc sur la poitrine).

## Alimentation
Son alimentation est essentiellement végétarienne : fruits, noix, glands, faines et autres graines, pousses et feuilles de bambous, herbes… mais il se nourrit aussi de nids d'abeilles, de larves et d'insectes dont des fourmis, d'invertébrés, de petits vertébrés et de charognes.

## Reproduction
Dès l'âge de trois ou quatre ans, les femelles peuvent donner naissance à des oursons qui naissent en octobre et en février, l'accouplement se faisant d'avril à juin. La gestation dure huit mois et la femelle met bas en moyenne à deux petits. 

## Relation avec l'homme

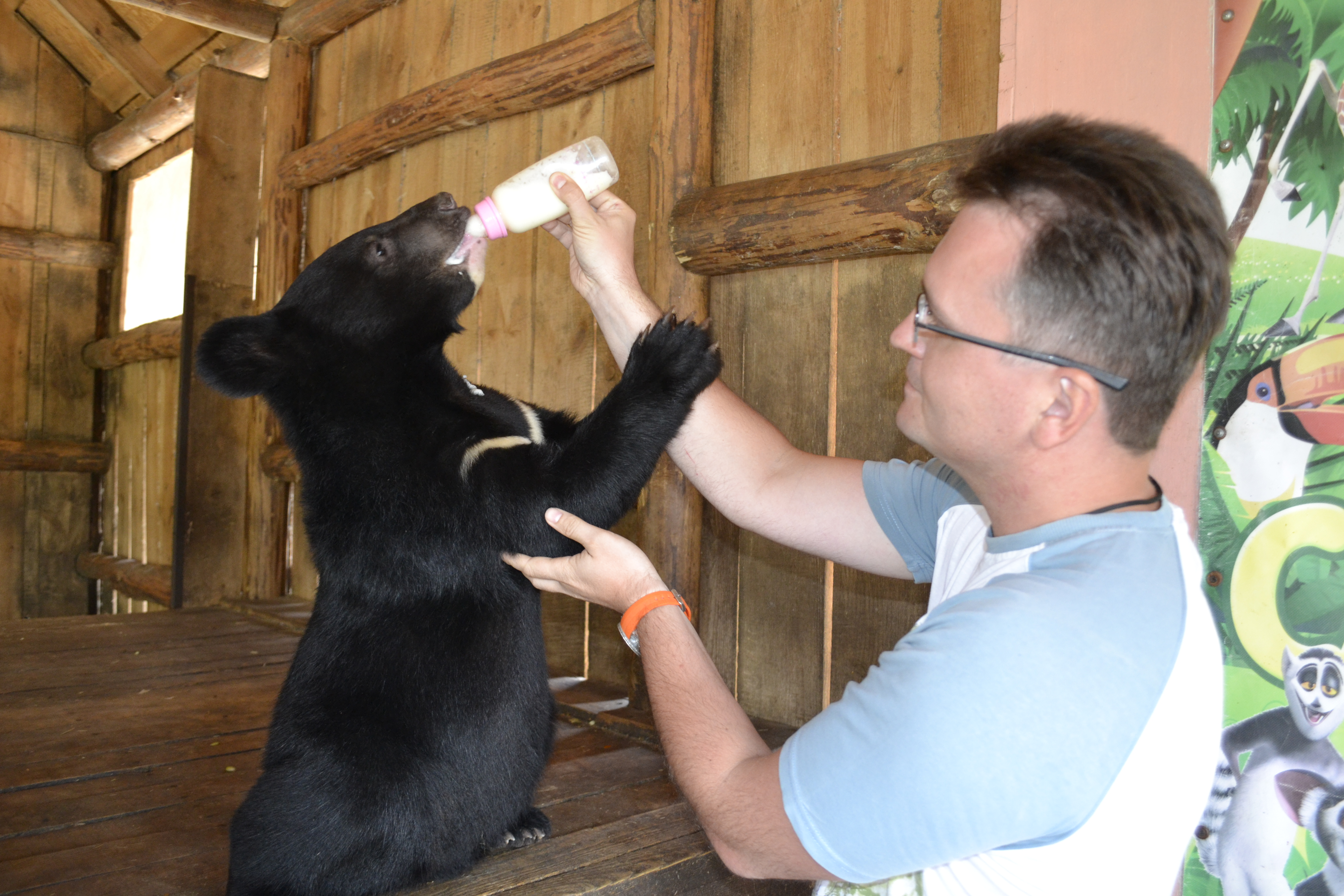
Un ours noir d'Asie en train d'être nourri.

L'ours à collier est un animal sacré pour certaines populations locales, au Japon, notamment.
Par contre, depuis 3 000 ans, la médecine populaire chinoise attribue à sa bile des vertus curatives. On sait, depuis 1955, fabriquer en laboratoire l'acide ursodésoxycholique qui en est la matière active, mais depuis les années 1970, on trouve en Chine, au Vietnam et en Corée du Sud des élevages où on prélève quotidiennement jusqu'à 100 ml de bile par animal : les ours sont enfermés dans des cages étroites, certains depuis plus de vingt ans, et selon l'association Animals Asia Foundation () qui lutte contre cette pratique, plus de 10 000 ours à collier seraient concernés,.
Bien que très herbivore, l'ours noir d'Asie peut être très agressif contre les humains et il a déjà souvent attaqué des gens qui ne l'avaient pas du tout provoqué. Quand son habitat est fragmenté par les activités humaines, il saccage les cultures et devient dangereux.

### Menaces
L'ours à collier est chassé : sa viande est cuisinée et sa vésicule biliaire est utilisée en médecine asiatique.
Il est classé comme vulnérable dans la Liste rouge de l'UICN.